# Hotel Prouvost
O Hotel Prouvost é um histórico hôtel particulier em Roubaix, na França. Foi construído em 1878 para Charles Prouvost-Scrépel. Está listado como um monumento histórico oficial desde 1998.